# Salvador Ferrari

Salvador Ferreira, na galeria de ex-prefeitos de Mariana

Salvador Geraldo Ferrari (Ponte Nova, 19 de julho de 1914 - Ponte Nova, 30 de agosto de 2010), foi um médico, intelectual e político de Minas Gerais.

## Biografia
Salvador Ferrari nasceu em 19 de julho de 1914, em Ponte Nova. Realizou seus estudos iniciais no Grupo Escolar Antônio Martins, na década de 1920.
Formou-se em Medicina, em 1935, pela Faculdade Nacional de Medicina do Rio de Janeiro. Especializou-se em ginecologia e obstetrícia. Também atuou como pediatra. Clinicou inicialmente em Mariana, na Companhia Minas da Passagem e depois de ter assumido a prefeitura do município, na década de 1940, retornou a sua terra natal. Ainda na área médica foi vice-presidente da Associação Médica de Minas, provedor do Hospital de Nossa Senhora das Dores.
Em Ponte Nova, também se dedicou a magistratura, tendo sido professor na Escola Nossa Senhora Auxiliadora e na Faculdade de Ciências Humanas de Ponte Nova. Era um estudioso da História, Literatura, Teologia e das Línguas, tendo sido um dos fundadores da Academia de Letras de Ponte Nova. Era também membro efetivo da Academia Marianense de Letras, ocupando a cadeia nº 24, cujo patrono era Salomão de Vasconcelos, e membro correspondente da Academia Mineira de Medicina.
Foi casado com Francisca de Vasconcelos Motta Ferrari, juntos tiveram apenas um filho, Antônio Eugênio Motta Ferrari. Seu filho também é medico, e ocupou assento na Academia Marianense de Letras.

### Livros
Do interior de um Médico (1997), livro de memórias.

## Política
Foi prefeito de Mariana de 1943 a 1945, sendo o último prefeito nomeado, no contexto da Era Vargas. Era prefeito no momento da elevação da cidade à Monumento Nacional, atráves de um decreto de 1945, assinado por Getúlio Vargas.

## Homenagens
Em 1980 recebeu a medalha Carlos Chagas, e em 1982 recebeu a medalha do Dia de Minas e a medalha Ordem do Mérito Legislativo, ambas pelo Estado de Minas Gerais.
A Academia de Letras de Ponte Nova entrega anualmente a Comenda Salvador Ferrari, sua mais alta distinção, instituida em 2011.
Tem ruas em sua homenagem em Mariana e em Ponte Nova.